# Lúčka (Svidník)
Lúčka es un municipio del distrito de Svidník en la región de Prešov, Eslovaquia, con una población estimada a final del año 2024 de 507 habitantes.
Se encuentra ubicado en el centro-norte de la región, cerca del río Ondava (cuenca hidrográfica del río Tisza) y de la frontera con  Polonia.

## Demografía
| Año        | 1994 | 2004     | 2014    | 2024    |
| ---------- | ---- | -------- | ------- | ------- |
| Población  | 477  | 531      | 519     | 507     |
| Diferencia |      | +11,32 % | −2,25 % | −2,31 % |

| Año        | 2023 | 2024    |
| ---------- | ---- | ------- |
| Población  | 514  | 507     |
| Diferencia |      | −1,36 % |